# Fufei Vallis
La Fufei Vallis è una struttura geologica della superficie di Venere.